# Marčelo
Marko Šelić poznatiji kao Marčelo (Paraćin, 22. siječnja 1983.), srbijanski je književnik i glazbenik. 

## Karijera
Pozornost javnosti najprije je stekao tekstovima svojih pjesama, kojima je zavrijedio priznanja poput nagrade TV Metropolis (najbolja pjesma) i Davorin za 2006. i 2009. godinu (najbolji urbani/rock album), a spot za Pozorište prvi je srbijanski spot uvršten na „World chart express” europskog MTV-a. Prvi album bio je najprodavanije izdanje godine na listi IPS-a, tada najrelevantnijoj. 
Nekoliko godina objavljivao je kolumne u Politici, ali i u Huperu, gdje je vodio i rubriku o stripovima. Ovaj angažman ovjenčan je Nagradom za najboljeg mladog strip esejista na Desetoj smotri mladih strip autora Balkana (2010.), a od 2009. i poslom jednog od urednika Veselog četvrtka, najvećeg srbijanskog nakladnika stripova, gdje se stara o svim izdanjima Dilana Doga, talijanskog junaka. Uradio je, također, prijevod i adaptaciju svih šest knjiga serijala Lokot i Ključ za kuću Darkwood. Sudjelovao je u akcijama REX-a, Centra za nenasilje, Centra za ratnu traumu i organizacije ASTRA; temom tolerancije među narodima nekadašnje Jugoslavije bavi se i aktualna televizijska emisija Perspektiva, u kojoj je jedan od naratora i moderatora. Od siječnja 2022. godine jedan je od redovnih kolumnista beogradskog Danasa.
Objavio je studijske albume De facto (2003.), Puzzle shock! (2005.), Treća strana medalje (2008.) i Deca i Sunce (2010.), romane Zajedno sami (2008.), Malterego, knjiga prva: Rubikova stolica (2012; izmijenjeno i dopunjeno izdanje 2016.), Malterego, knjiga druga: Higijena nesećanja (2017.), zbirku tekstova O ljudima, psima i mišima (2009.), stotinjak kolumni za razne redakcije i Napet šou (2014.), konceptualno djelo koje objedinjuje peti studijski album i zbirku kolumnističko-esejističkih tekstova. 
Udruga izdavača i knjižara Vojvodine dodijelila mu je naslov veleposlanika knjige i čitanja (2007.), a prva dva njegova romana dobila su Popboksovu nagradu publike za najbolju knjigu 2008. i 2012. godine. Časopis The Men proglašava autora „čovjekom godine” u kategoriji New Idol (2010.), a 2012. Šelić otvara 49. Niški sajam knjiga i grafike. Angažiran je i u kazalištu: u DADOV-u se 2010. igrala dramska adaptacija romana Zajedno sami (po tekstu Branislave Ilić), a radio je i na komadima Klasni neprijatelj P. Stojmenovića (tekst završnog songa), Istraživač noćnih mora N. Zavišića (scenarij) i Doktor Nušić K. Mladenovića (tekstovi svih songova). Napet šou osvojio je nagradu City magazina za album godine, a cjelokupan Šelićev javni angažman donio mu je i nagradu „Pravi muškarac”, kojom su ovjenčani i Marko Somborac, Saša Janković, Zoran Kesić i Renato Grbić.

## Albumi

### Studijski albumi
- De Facto (2003.)
- Puzzle Shock! (2005.)
- Тreća strana medalje (2008.)
- Deca i Sunce (2010.) — са Филтерима
- Napet šou (2014.)
- Nojeva varka (2020.)

### Učešća na kompilacijama
- Bassivity Mixtape — први пут (2003.)
- Ulice Vol. 1- (2003.)

## Кnjige

### Romani
- Malterego, knjiga prva: Rubikova stolica (2012.)
- Zajedno sami (2008.)
- Malterego, knjiga druga: Higijena nesećanja I (2017.)
- Malterego, knjiga druga: Higijena nesećanja II (2017.)

### Zbirke
- O ljudima, psima i mišima (2009.)
- Napet šou (2014.)

## Vanjske povezice
- Marčelo (kanal) na YouTubeu
- Deca željna sunčane prognoze – intervju (Politika, 3. studenog 2010.)